# Aéroport de Lleida-Alguaire
L'aéroport de Lleida-Alguaire (code IATA : ILD • code OACI : LEDA) est un aéroport espagnol situé à Alguaire, en Catalogne. Il dessert également la ville de Lleida dont il est distant d'une quinzaine de kilomètres.

## Histoire
L'aéroport de Lleida est conçu au début des années 2000 comme un aéroport régional desservant l'ouest de la Catalogne. Les travaux commencent en 2007 et s'achèvent fin 2009.

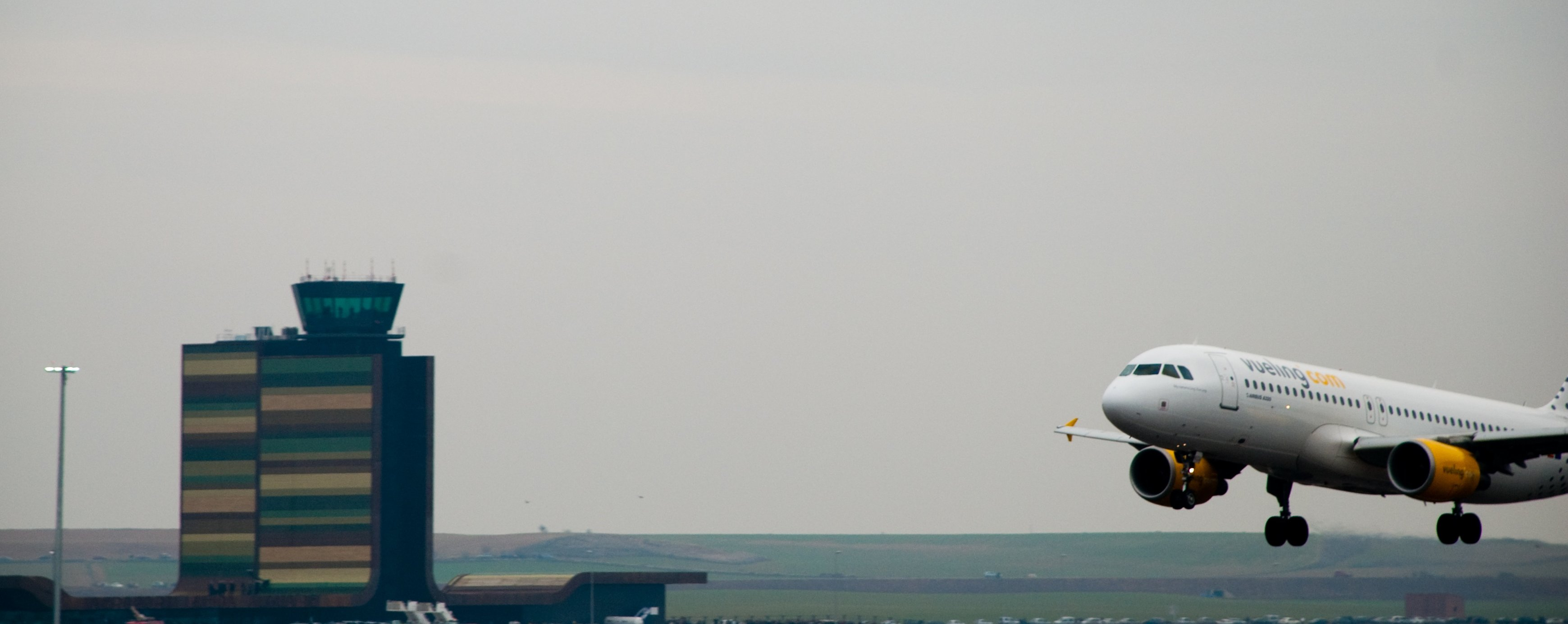
Vol inaugural de l'aéroport (17 janvier 2010)

Un vol inaugural, effectué par un avion de la compagnie espagnole Vueling Airlines, se pose le 17 janvier 2010 devant un parterre d'officiels et de journalistes.
Le premier vol commercial a lieu le mois suivant, le 5 février 2011, quand un A320 de Vueling décolle de l'aéroport à destination de Paris-Orly avec 165 passagers à son bord.

## Situation
| \| 100 km1:11 216 000 \| Alicante Almería Andorre Badajoz Barcelone Bilbao Burgos León Castellón · de la Plana Ceuta Gérone Grenade Ibiza Jerez La Corogne Lleida Logroño Madrid Málaga Melilla Minorque Murcie Oviédo Palma de · Majorque Pampelune Reus Sabadell Saint-Jacques Saint-Sébastien Salamanque Santander Saragosse Séville Valence Valladolid Vigo Vitoria |
| 100 km1:11 216 000 |

Voir les Îles Canaries

## Compagnies aériennes et destinations
| Compagnies      | Destinations                             |
| --------------- | ---------------------------------------- |
| Iberia Regional | Ibiza, Minorque-Mahón, Palma de Majorque |

Édité le 06/10/2018  Actualisé le 16/04/2023